# Dichagyris flavida
Dichagyris flavida är en fjärilsart som beskrevs av Corti 1933. Dichagyris flavida ingår i släktet Dichagyris och familjen nattflyn. Inga underarter finns listade i Catalogue of Life.